# Пьер де Блуа
Пьер де Блуа́, Пётр Блуаский (фр. Pierre de Blois, лат. Petrus Blesensis; ок. 1135 — ок. 1211) — французский богослов, поэт, общественный деятель.

## Краткая характеристика
Первоначальное образование получил в школе при Турском соборе. Изучал право у Болдуина Фордского и Умберто Кривелли в Болонском университете. Продолжил образование (начиная с 1155) в Парижском университете, где специализировался как теолог. В 1166-68 был учителем Вильгельма II в Палермо. Работал письмоводителем и выполнял дипломатические поручения при дворах архиепископов Руана (ок. 1172-74), Кентербери (ок. 1174—1209, с перерывами), Йорка (1201-02), короля Генриха II (1184-89), Алиеноры Аквитанской (1191-95) и других домах светской и духовной аристократии.
Наиболее обширную часть наследия Пьера де Блуа образуют его письма (всего около 300, датируются 1184—1202 гг.), составленные преимущественно по долгу службы у светских и церковных иерархов. Темы многих писем выходят, однако, за рамки «служебного долга», в том числе содержат проповеди, призывающие к Крестовым походам (3-му и 4-му), описания и мысли по поводу современной автору системы образования, ценные сведения об устройстве и механизме функционирования церковной власти XII века и т. д. Помимо писем, Пьер де Блуа — автор богословских трактатов, в том числе De duodecim utilitatibus tribulationis («12 аргументов в пользу [человеческих] страданий»), Compendium in Job (написанный для английского короля краткий комментарий к Книге Иова), De amicitia Christiana / De caritate Dei et proximi («двойной» трактат о христианской дружбе и любви к ближнему), Contra perfidiam Judaeorum («Против вероломства евреев», 1190-е гг.).
Пьеру де Блуа приписываются 53 стихотворения на латинском языке. Некоторые из них (в «вагантском» стиле) сочинены, вероятно, в годы учения в Париже и вошли позднее в известную антологию Carmina Burana (№№ 29, 30, 31, 33, 63, 67, 72, 83, 84, 108). Шесть стихотворений Пьера де Блуа легли в основу кондуктов (наиболее известен «Olim sudor Herculis»), и ещё около десятка сохранившихся с музыкальной нотацией стихотворений ему приписывается. Авторство лирических и сатирических стихов Пьера де Блуа было поставлено под сомнение в 1990-е гг. на том основании, что в указанный период во Франции жил и работал его полный тёзка.
Собрания сочинения Пьера де Блуа опубликованы в «Латинской патрологии» Ж. П. Миня (т. 207) и в серии «Patres Ecclesiae Anglicanae» под редакцией Дж. А. Джайлза (см. библиографическое описание ниже). Эпистолярия неоднократно (частями) переиздавалась вплоть до конца XX века.

## Цитаты
- От тьмы невежества к свету науки не поднимешься, коли не перечтешь с живейшей любовью труды древних авторов.
- Пусть лают собаки, пусть свиньи хрюкают! От сего не стану меньшим сторонником древних. От них все мои помыслы, заря каждого дня найдет меня за их изучением[5].

## Издания сочинений и литература
- Petri Blesensis Bathoniensis archidiaconi opera omnia <…>, ed. I.A. Giles. Oxford, 1846-47:

- Volume I: Epistolae (1847)
- Volume II: Epistolae &c. (1847)
- Volume III: Opuscula (1846)
- Volume IV: Sermones &c. (1847; в 4-й том включены также некоторые стихотворения)

- Braunholtz E. Die Streitgedichte Peters von Blois und Roberts von Beaufeu über den Wert des Weines und des Bieres // Zeitschrift für romanische Philologie 47 (1927), SS. 30-38.
- Southern R. Peter of Blois: a twelfth-century humanist? // Medieval humanism and other studies. Oxford, 1970), pp. 104—132.
- Dronke P. Peter of Blois and poetry at the court of Henry II // Medieval Studies 38 (1976), pp. 185—235; 2-я ред. статьи Дронке опубликована в его сборнике «The medieval poet and his world» (Rome, 1984, pp. 281—339).
- Köhn R. Petrus von Blois // Lexikon des Mittelalters. Bd. 6. München, 1993, Sp. 1963—1964.
- Southern R. The necessity for two Peter of Blois // Intellectual life in the Middle Ages. Essays presented to Margaret Gibson, ed. L. Smith and B. Ward. London, 1992), pp. 103—118.
- Later letters of Peter of Blois, ed. by E. Revell. Oxford, 1993.
- Wahlgren L. The letter collections of Peter of Blois. Studies in the manuscript tradition. Göteborg, 1993.
- Payne Th. Peter of Blois // The New Grove Dictionary of Music and Musicians. L., N.Y., 2001.
- Ле Гофф Ж. Интеллектуалы в Средние века. Перевод с французского А. М. Руткевича. 2-е изд. — СПб.: Изд-во Санкт-Петербургского университета, 2003. — 160 с.
- Cotts J. D. The Clerical dilemma: Peter of Blois and literate culture in the twelfth century. Washington, D.C. 2009.